# Peter Giele

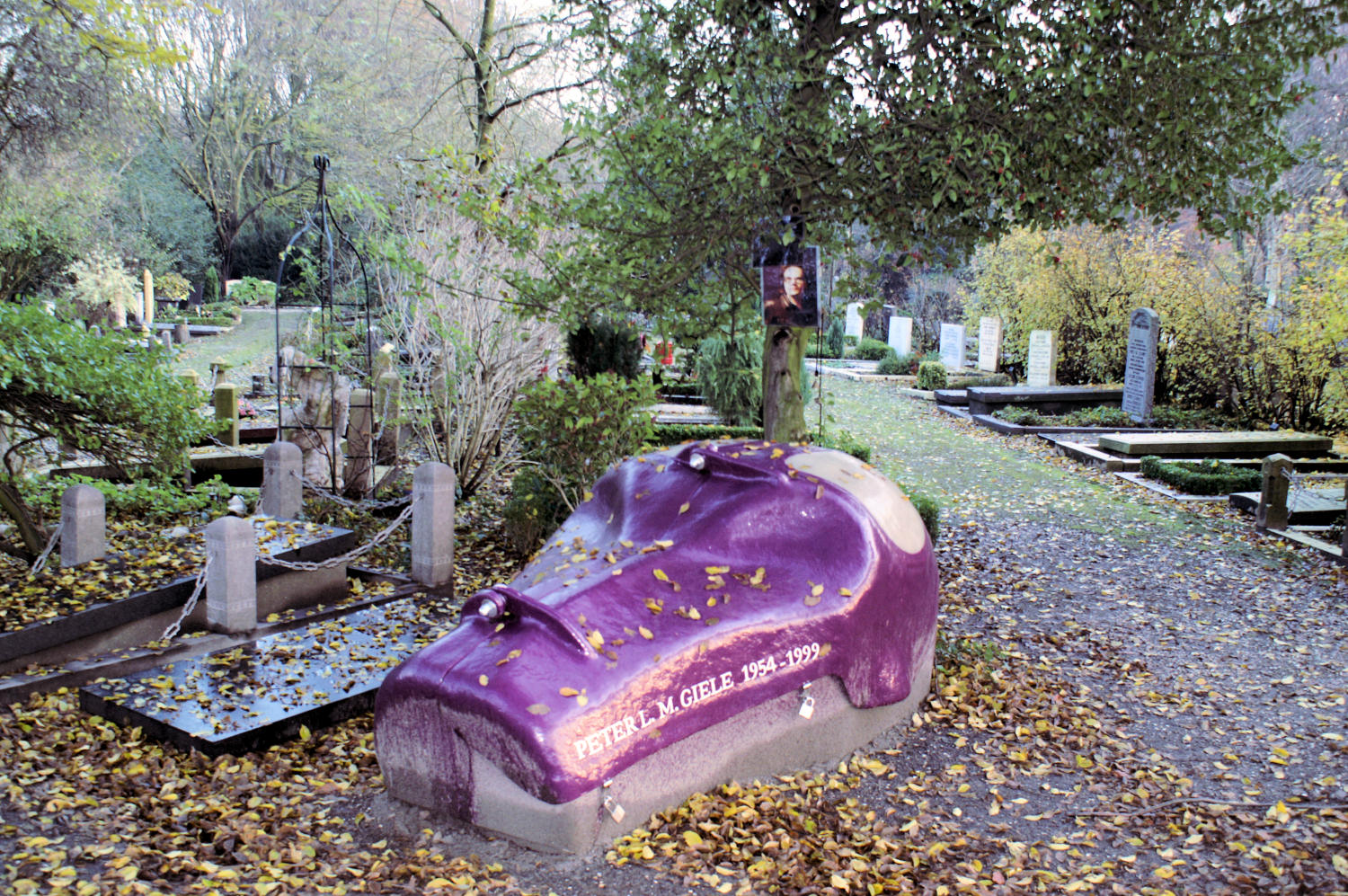
Graf van Peter Giele

Petrus Leonardus Maria Giele (Hilversum, 13 juli 1954 - tussen Amsterdam en Het Gooi, 16 juni 1999) was een Nederlands kunstenaar, dichter, ontwerper en binnenhuisarchitect en een belangrijke inspiratiebron voor een grote groep Amsterdamse kunstenaars.
Hij begon in 1975 een opleiding aan de Gerrit Rietveld Academie, maar brak deze na drie maanden af.
Peter Giele heeft diverse culturele instellingen opgericht; eerst Stads Kunst Guerrilla (SKG), samen met David Veldhoen, Erik Hobijn en echtgenote Marijke ter Rele. Later volgde Amok, een opgerichte broedplaats in het gebouw van het Algemeen Handelsblad aan de Paleisstraat en de Nieuwezijds Voorburgwal. Spraakmakend waren zijn Olympische Carnavalsspelen en het naakt poseren van Giele in de etalage van Amok. 
In 1982 volgde Aorta-Beeldenstroom (gesloten 1988), discotheek RoXY en zijn laatste creatie: club/restaurant Inez I.P.S.C. (International Private Society Club), vernoemd naar zijn vrouw Inez. "Ab igne ignem capere" (Latijn: "Het ene vuur steekt het andere aan"), was het levensmotto van Peter Giele.

## Dood
Peter Giele stierf aan een hersenbloeding toen hij op zijn scooter reed, halverwege Amsterdam en het Gooi. Zijn bijzondere begrafenis werd uitgebreid verslagen in de pers. Op de dag van Giele's begrafenis brandde de door hem gecreëerde club/discotheek de RoXY tot de grond toe af.

### Grafmonument
Het ontwerp voor een grafmonument door beeldend kunstenaar Joep van Lieshout op het graf van Peter Giele riep aanvankelijk veel weerstand op. Zorgvlied wilde het niet tussen de klassieke graven, de Stichting Giele Trust wilde het niet tussen de alternatieve graven (vak Paradiso). Lieshout had nu juist de opdracht gekregen iets afwijkends te ontwerpen ten opzichte van de bestaande grafcultuur. Begin augustus 2005 werd het monument toch geplaatst. De Giele Skull is een paarse polyester cabine in de vorm van een doodshoofd waarin familie en vrienden van de kunstenaar zich kunnen terugtrekken. De cabine is afgesloten met twee hangsloten en alleen enkele familieleden en vrienden hebben een sleutel. Het graf van Giele ligt schuin tegenover dat van cabaretier Frans Halsema. Het is onderdeel van Sleutelwerken.